# 제28항공전대
제28항공전대(일본어: 第二十八航空戦隊 다이니쥬하치쿠코센타이[*], 영어: 28th Air Flotilla)는 일본 제국 해군 항공대의 전대이다.

## 역사
1943년 9월 20일, 제23항공전대와 함깨 창설된 제13항공함대로 전속하였다.
제27항공전대와 함께 요코스카 해군항공대에서 일부 전력이 차출되어 창설하였다. 아호 작전에 따라 마리아나 제도로 보내어졌다.
1945년 3월 26일, 전대장인 이치마루 리노스케 소장은 이오섬 전투에서 전사하였다.

## 지휘부

### 사령관
1. 소장 이치마루 리노스케 †; 1944년 8월 ~ 1945년 3월 26일, 이오섬에서 전사

## 전투 서열

### 1943년 9월 20일
- 제331헤군항공대 (함전/버마)
- 제551헤군항공대 (함공/수마트라)
- 제851해군항공대 (비행정/말레이)

### 1944년 4월 1일
- 제252해군항공대
- 제452해군항공대
- 제752해군항공대
- 제801해군항공대

### 1945년 3월 1일
- 제331해군항공대
- 제381해군항공대

### 1945년 6월 1일
- 말레이 해군항공대
- 동인도 해군항공대
- 인도차이나 해군항공대

## 기록

### 소속
1. 제13항공함대
2. 제3항공함대, 1944년 7월 10일

### 참전
- 아호 작전
- 이오섬 전투